# Шатлик — Ашгабат — Гумдаг
Шатлик — Ашгабат — Гумдаг — трубопровід, який транспортує блакитне паливо із газоносного регіону на сході Туркменістану у західному напрямку.
Вперше природний газ подали до району Ашгабату наприкінці 1960-х по газопроводу Майське — Безмеїн. В подальшому поставки наростили за рахунок лінії, яка бере початок на  гігантському Шатликському родовищі. Спершу обидва трубопроводи прямують в одному коридорі, проте після Теджену лінія Шатлик — Ашгабат відхиляється у розташовані північніше пустельні райони, тоді  як  Майське — Безмеїн прямує ближче до передгір'їв Копетдагу.
Перші 66 км траси від Шатлику до Теджену виконали в діаметрі 700 мм, тоді як наступний маршрут завдовжки біля двох сотень кілометрів спорудили із труб діаметром 500 мм. При цьому саме на 66 км існує перемичка із трубопроводом Майське — Безмеїн. Ще одне сполучення між ними облаштували в першій половині 2000-х за кілька десятків кілометрів західніше, при цьому перемичку довжиною 27 км спорудила компанія «Укргазбуд».
На схід від Ашгабату від основної траси починається відгалуження завдовжки 43 км, яким подали ресурс до ТЕС Ашгабат, що стала до ладу в 2006-му.
Серед інших великих споживачів блакитного палива, що розташовані в районі траси газопроводу, можливо назвати завод азотної хімії «Тедженкарбамід» (введений в експлуатацію у 2005-му) та розташовані в районі на північний схід від Ашгабату ТЕС Ахал і ТЕС Дервеза (стали до ладу в 2014-му та 2015-му). При цьому варто відзначити, що у 2015-му також ввели в дію потужний газопровід Схід — Захід, який прямує в одному коридорі з Шатлик — Ашгабат та має з ним перемички в районах Теджену та Ашгабату.
В якийсь момент трасу Шатлик — Ашгабат подовжили за рахунок ділянок Ашгабат — Арчман — Бамі — Сердар — Гумдаг завдовжки біля чотирьох сотень кілометрів. Це дало сполучення із прикаспійським сектором туркменської газотранспортної мережі ще до появи системи Схід — Захід (через Гумдаг проходить газопровід Окарем — Гарабогаз), втім, лінія Ашгабат — Гумдаг має діаметр лише 500 мм проти 1400 мм у Схід — Захід. При цьому між зазначеними трубопроводами існують ще дві перемички — у Бамі та західніше.